# ミリアム・ブトケライト
ミリアム・ブトケライト（Miriam Butkereit　1994年5月8日- ）はドイツ・ハンブルク出身の柔道選手。階級は70kg級。

## 経歴
2018年のグランドスラム・アブダビと2019年のグランドスラム・デュッセルドルフ70㎏級でそれぞれ2位になった。2021年のグランドスラム・テルアビブでも2位になった。世界選手権では準々決勝でクロアチアのバルバラ・マティッチに敗れるなどして5位と、メダルを獲得できなかった。そのため、東京オリンピックにはより活躍していたライバルのジョヴァンナ・スコッチマッロが選ばれた。グランドスラム・バクーでは3位だった。2022年のグランドスラム・ブダペストでは決勝で新添左季に敗れて2位だった。世界選手権では準々決勝で田中志歩に敗れると、その後の3位決定戦でも新添に敗れて5位だったが、世界団体では3位になった。2023年のヨーロッパ競技大会の団体戦では決勝のジョージア戦で唯一勝利するも、チームは敗れて2位だった。2024年のグランドスラム・パリでは決勝で地元フランスのマリー＝エヴ・ガイエを破ってIJFワールド柔道ツアー初優勝を飾った。続くグランドスラム・タシケントでも優勝した。パリオリンピックには世界2位のジョヴァンナ・スコッチマッロを押しのけて出場を果たすと、決勝でクロアチアのバルバラ・マティッチに技ありで敗れたものの銀メダルを獲得した。2025年の世界選手権では準々決勝で田中志歩に敗れるが、その後の敗者復活戦を勝ち上がって3位になった。世界団体で3位になった。
IJF世界ランキングは2236ポイント獲得で3位(25/6/2現在)。

## 主な戦績
- 2017年 - グランドスラム・アブダビ　3位
- 2017年 - グランプリ・ハーグ　3位
- 2018年 - グランドスラム・アブダビ　2位
- 2018年 - グランプリ・ハーグ　3位
- 2019年 - グランドスラム・デュッセルドルフ　2位
- 2019年 - グランプリ・アンタルヤ　3位
- 2019年 - オセアニアオープン・パース　優勝
- 2019年 - グランドスラム・大阪　5位
- 2020年 - ヨーロッパ選手権　5位
- 2021年 - グランドスラム・テルアビブ　2位
- 2021年 - 世界選手権　5位
- 2021年 - グランドスラム・バクー　3位
- 2022年 -　グランドスラム・アンタルヤ　5位
- 2022年 -　グランドスラム・ウランバートル 3位
- 2022年 -　グランドスラム・ブダペスト　2位
- 2022年 - 世界選手権　5位
- 2022年 -　世界団体　3位
- 2023年 -　グランドスラム・テルアビブ　2位
- 2023年 -　ヨーロッパ競技大会　団体戦　2位
- 2023年 - オセアニアオープン・パース　2位
- 2024年 -　グランプリ・オディベーラス　3位
- 2024年 -　グランドスラム・パリ　優勝
- 2024年 -　グランドスラム・タシケント　優勝
- 2024年 -　グランドスラム・トビリシ　3位
- 2024年 - ヨーロッパオープン・タリン　優勝
- 2024年 - パリオリンピック　2位
- 2025年 - 世界選手権　3位
- 2025年 - 世界団体　3位

(出典、)